# Потапов Олексій Володимирович
Олексій Володимирович Потапов (рос. Алексей Владимирович Потапов; 2 березня 1989, м. Горький, СРСР) — російський хокеїст, правий нападник. Виступає за «Торпедо» (Нижній Новгород) у Континентальній хокейній лізі. 
Вихованець хокейної школи «Торпедо» (Нижній Новгород). Виступав за «Торпедо-2» (Нижній Новгород), «Торпедо» (Нижній Новгород), «Чайка» (Нижній Новгород), ХК «Саров».
У складі молодіжної збірної Росії учасник чемпіонату світу 2009.
Досягнення
- Бронзовий призер молодіжного чемпіонату світу (2009).